# Lansing, Carolina de Nord
Lansing este un oraș în comitatul Ashe, statul Carolina de Nord, Statele Unite ale Americii. Populația localității fusese de 151 de locuitori la recensământul din 2000.